# Serra de Gigli

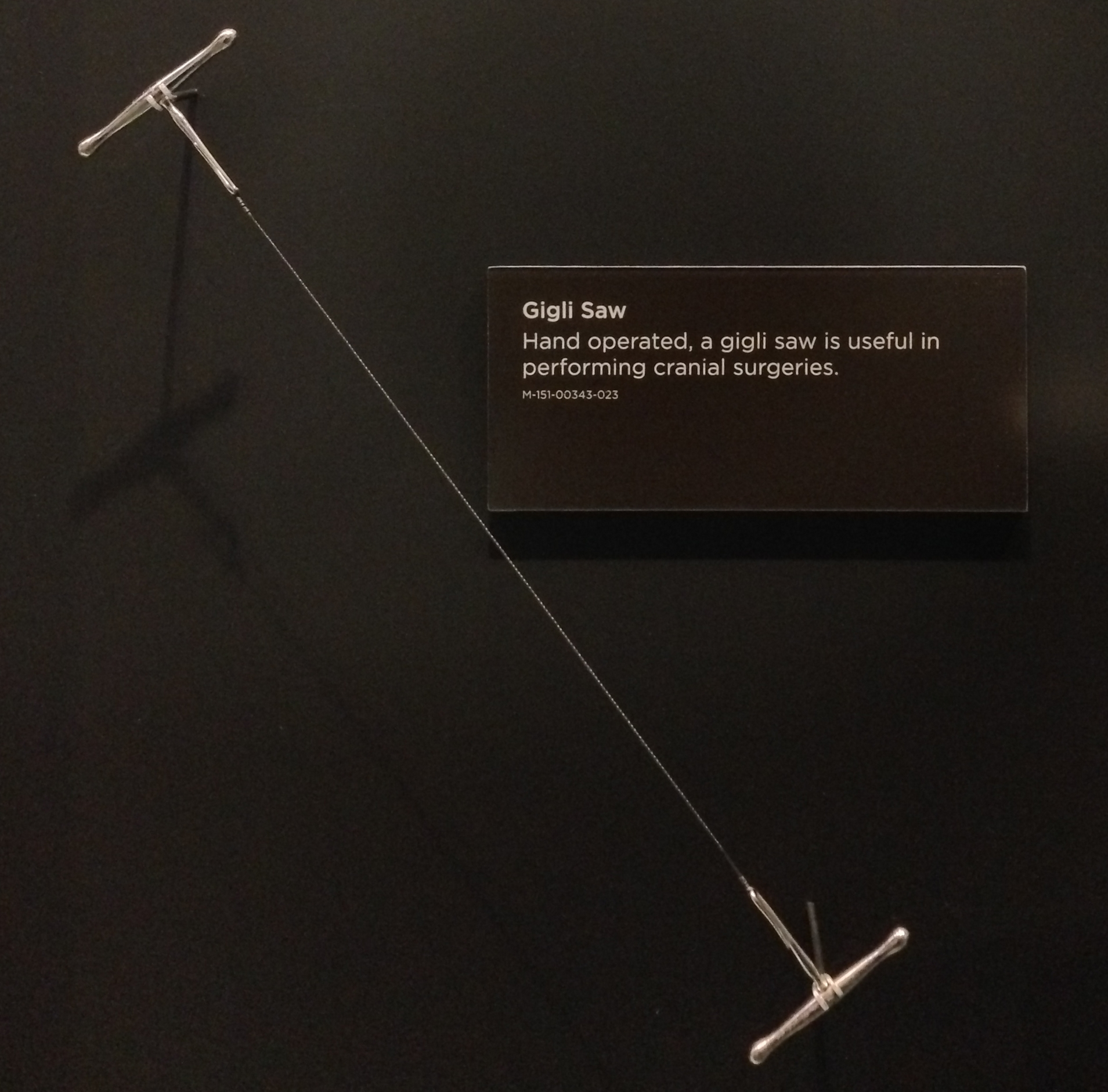
Uma serra de Gigli

A serra Gigli é um instrumento cirúrgico, utilizado para a prática de osteotomia, inventado pelo médico italiano Leonardo Gigli em 1894.

## Descrição
A ferramenta é uma serra de fio, composta por um cabo de metal flexível com dois anéis nas extremidades para a empunhadura. O fio é composto por diferentes fibras de metal, com seção circular ou poligonal, torcidas para criar uma superfície abrasiva.
A serra Gigli é inserida através de uma incisão na pele e, passando por baixo do osso a ser dissecado, é utilizada até sair da pele.
A osteotomia é realizada colocando a serra em contato com o osso e deslizando o fio para frente e para trás.

## História

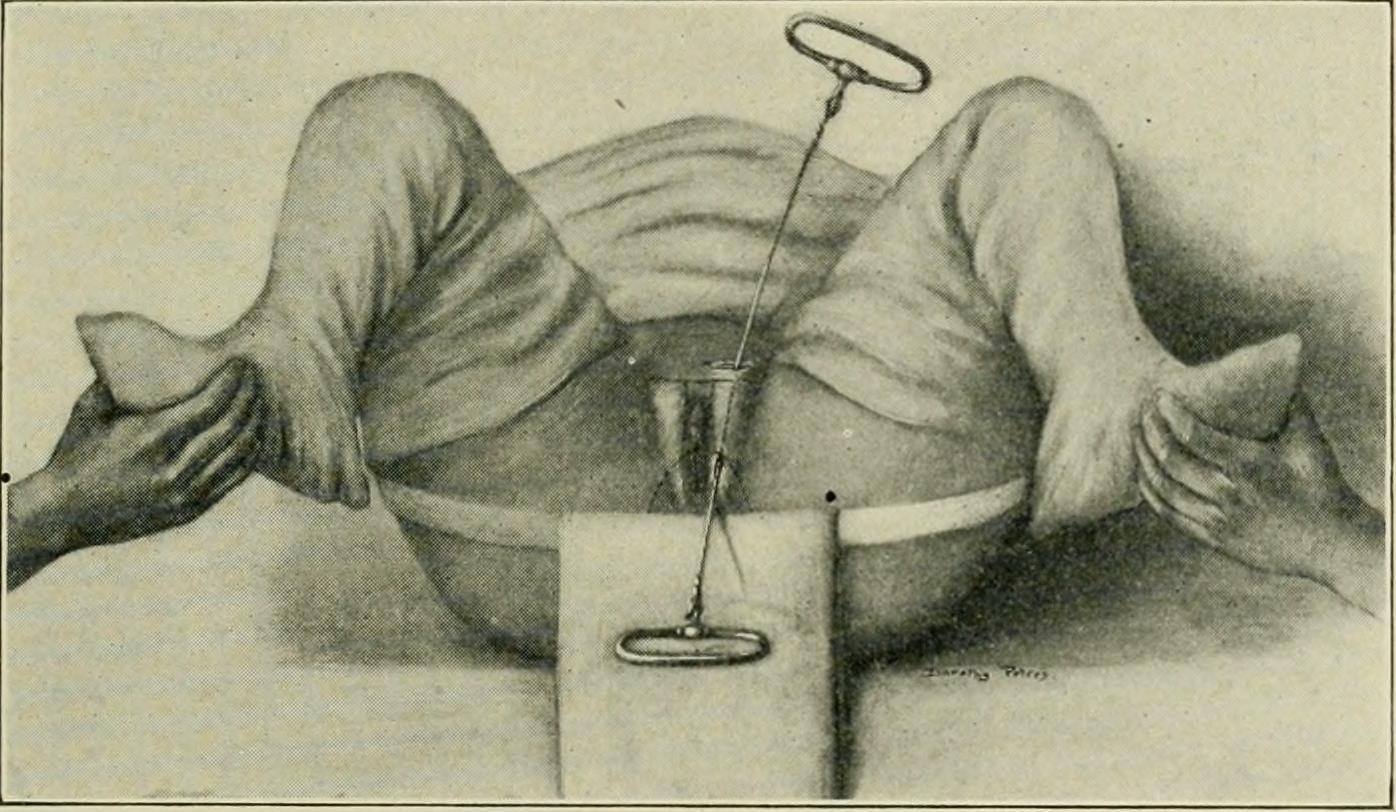
Ilustração de um manual de obstetrícia de 1922 mostrando o uso da serra Gigli para realizar uma pubiotomia

A serra Gigli foi projetada e construída em 1894 pelo cirurgião italiano Leonardo Gigli para a realização de uma pubiotomia: a dissecção do osso púbico para alargar o canal de parto e facilitar a expulsão do feto em situações difíceis (distocia).
Até então, para evitar a arriscada cesárea, a prática utilizada era a sinfisiotomia, ou secção cirúrgica da sínfise púbica. Essa técnica, entretanto, era mais frequentemente sujeita a complicações; na verdade, até 10% das mulheres submetidas à sinfisiotomia morreram e várias outras receberam ferimentos permanentes. A sinfisiotomia também exigia uma grande incisão por parte do cirurgião, o que geralmente resultava em infecções graves.
Com a invenção da serra de Gigli, a intervenção se tornou muito menos invasiva. Uma pequena incisão (de no máximo 2 cm) é feita acima do osso púbico, por onde é inserido o guia; este é passado por trás do osso e feito emergir abaixo dele, perfurando a pele por dentro. Nesse ponto, ele é conectado à serra de arame e puxado de volta através do canal recém-criado, deixando apenas a ferramenta em posição.

## Uso atual
Hoje em dia, a serra Gigli quase não é mais utilizada para o seu propósito original. Porém, ainda é utilizado em diversas especialidades cirúrgicas, pois o corte resulta em margens muito acentuadas e o operador tem bom controle de todo o procedimento. Porém, a operação com a serra Gigli é mais longa do que com o uso de ferramentas elétricas.
- em neurocirurgia (também com fio de diamante ) para praticar craniotomias[1][5] e vertebrotomias[6]
- em cirurgia cardíaca e cirurgia torácica para realização de esternotomia;[7]
- em ortopedia para um grande número de operações em que uma osteotomia é necessária (como amputações e próteses ortopédicas).[8][9]